# Ленжце (Опольське воєводство)
Ленжце (пол. Łężce) — село в Польщі, у гміні Ренська Весь Кендзежинсько-Козельського повіту Опольського воєводства.
Населення — 635 осіб (2011).

## Демографія
Демографічна структура станом на 31 березня 2011 року:
|          | Загалом | Допрацездатний вік | Працездатний вік | Постпрацездатний вік |
| -------- | ------- | ------------------ | ---------------- | -------------------- |
| Чоловіки | 316     | 60                 | 212              | 44                   |
| Жінки    | 319     | 54                 | 192              | 73                   |
| Разом    | 635     | 114                | 404              | 117                  |